# Сигналне станице
Сигналне станице или „балон” станице биле су део система за регулацију пловидбе Дунавом, лоциране на обе обале реке у Ђердапској клисури. Изграђене су ради олакшавања услова пловидбе коју су угрожавале непрегледност, сужења, брзаци и честа промена нивоа воде у казану, пре изградње бране у најопаснијем делу реке.

## Принцип рада
Бродовима су сигнали са станица слати заставама и балонима. Попут „речног семафора”, балон је мењањем положаја давао знак капетанима бродова: подигнут балон означавао да је пролаз реком слободан, а оборен да је неопходно да се сачека пролаз лађе из супротног правца.
Након завршетка радова на регулацији пловидбе Ђердапом започетих 1890. године, угарска влада просекла је од Голупца до Кладова девет подводних канала (сипски канал), а до средине 20. века изграђено је и 13 сигналних станица. Првобитно је изграђено девет балон станица: Стара Молдава (сигнална и пилотска станица где су се укрцавали или мењали лоцови), Кула (изнад природног канала Коронина код Голупца), Брњица, Дренкова (сигнална и пилотска станица, Мунтеана, Излаз, Гребен, Водице (преко пута Аде Кале) и Сип (главна сигнална станица на српској обали Дунава, која је служила за управљање саобраћајем кроз доња три канала - Ђевренски, Сипски и Мали Ђердап.
Сигналне станице Дренкова, Мунтеана, Излаз и Гребен међусобно су биле повезане телефонском линијом, у то време најсавременијим видом комуникације. Између два светска рата, у време међународне управе, у Казанима су изграђиване станице Врбица и Пена, за пловидбу између Малог Казана и Дубовског залива на румунској страни.
Сигнали су бродовима са сигналних станица слати заставама, а на станицама Дренкова, Врбица, Пена, Варница и Мраконија балонима.
У другој половини 20. века подигнута је и сигнална станица Варница. После изградње ХЕ Ђердап I и подизања нивоа Дунава, престале је потреба за основном сигналних станица.
До данас су сачуване три станице: балонска станица Мраконија, адаптирана у црквицу испод Децебаловог лика (на румунској страни), станица Пена (ликовна галерија) и Варница (туристички објекат).